# Нужна одбрана
Нужна одбрана је основ који искључује постојање кривичног дела, тј. дело учињено у нужној одбрани није кривично дело. Одбрана је нужна када је неопходно потребна да учинилац одбије противправни напад од стране друге особе. Често се каже да у таквом случају долази до сукоба права са неправом. Опште је прихваћено да нужна одбрана има два елемента: напад и одбрану, за које се и везују услови за примену овог института.

## Услови напада
Услови напада су следећи:
1. да је напад последица понашања човека, које може да се састоји из чињења, а и нечињења;
2. да је уперен против неког правом заштићеног добра (не постоји ограничење у погледу врсте и значаја добра);
3. да је напад противправан, тј. противан правним нормама (нпр. крши неки закон), и то процењујући објективно, а не из перспективе нападача (он можда не зна да је оно што он врши противправно дело) - ово значи да није дозвољена нужна одбрана на нужну одбрану или крајњу нужду;
4. да је напад истовремен - истовременост постоји све док напад траје, а то значи све док он не престане, па чак и када напад непосредно предстоји. Истовременошћу се сматра и ситуација када је постављен неки одбрамбени механизам који се активира онда када напад отпочне (нпр. електрична струја у огради). Уколико лице које се брани прекорачи истовременост (нпр. одбрани се од нападача, и настави да га напада), постојаће тзв. екстензивни ексцес, одн. примена овог института биће онемогућена (лице које се бранило може одговарати за кривично дело);
5. да је напад стваран, што ће рећи да постоји и да је озбиљан. Уколико напад постоји само у мислима лица које се брани, реч је о тзв. путативној нужној одбрани која не искључује противправност, већ се примењују правила института стварне заблуде.

## Услови одбране
Услови одбране су да је:
1. кроз радњу одбране остварено биће неког кривичног дела (ако кроз одбрану није учињено кривично дело, онда је бесмислено примењивати овај институт и искључивати нешто што не постоји);
2. управљена према неком нападачевом добру (ако је управљено према добру трећег лица, онда би могло бити речи само о крајњој нужди);
3. да је неопходно потребна за одбијање напада - неопходно је потребна она одбрана којом би се, у конкретном случају, ефикасно могао одбити напад уз најмању повреду нападачевог добра.

## Прекорачење (ексцес) граница нужне одбране
Прекорачење граница нужне одбране када су остварени сви услови напада и одбране, сем оног који захтева да је одбрана била неопходно потребна. То је тзв. интензивни ексцес, када лице које се на тај начин брани чини кривично дело. Дакле, у случају интензивног ексцеса нужна одбрана није основ искључења противправности, већ само факултативни основ за ублажавање казне. Изузетно, уколико је прекорачење настало услед јаке раздражености или препасти изазване нападом, може постојати основ за ослобођење од казне.